# Clintonia uniflora
Clintonia uniflora es una especie de planta perteneciente a la familia de las liliáceas. 

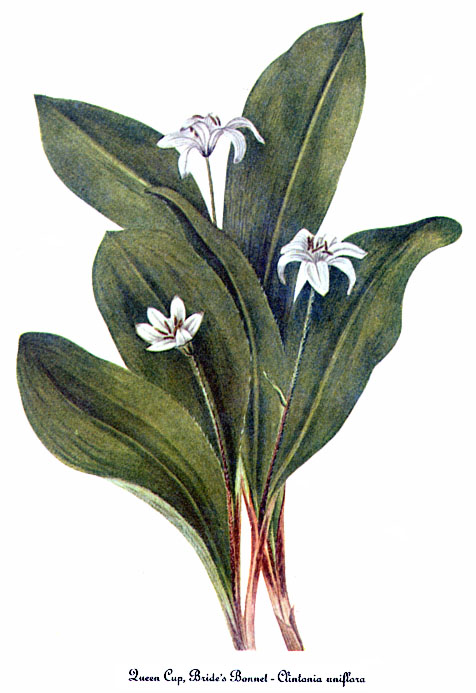
Ilustración

## Descripción
Es rizomatosa y perenne, nativa de las montañas del oeste de América del Norte desde California hasta Alberta. Crece en el sotobosque de los bosques de coníferas. Esta planta tiene sólo dos o tres hojas ubicadas en la base de su tallo, son de varios centímetros de ancho y puede ser mucho más largas. Lleva flores sueltas o en inflorescencias de dos o tres. La flor es pequeña y simple con seis tépalos blancos y seis estambres blancos que sobresalen. La flor se sustituye en la cima del tallo por una baya redonda de color azul de hasta un centímetro de ancho. 

## Taxonomía
Clintonia uniflora fue descrita por (Menzies ex Schult. & Schult. f.) Kunth y publicado en Enumeratio Plantarum Omnium Hucusque Cognitarum 5: 159. 1850.
Etimología
Clintonia: nombre genérico que fue nombrado en honor de De Witt Clinton, un botánico y político estadounidense del Siglo XVIII. 
uniflora: epíteto latino que significa "con una flor".
Sinonimia
- Smilacina borealis var. uniflora Menzies ex Schult. & Schult.f.
- Smilacina uniflora (Menzies ex Schult. & Schult.f.) Hook.[3]